# Герб Арского района
Герб А́рского муниципального района Республики Татарстан Российской Федерации — опознавательно-правовой знак, служащий официальным символом муниципального образования.
Герб утверждён Решением № 55 VI заседания Арского районного Совета 17 марта 2006 года.
Герб внесён в Государственный геральдический регистр Российской Федерации под регистрационном номером 2258 и в Государственный геральдический реестр Республики Татарстан под № 50.

## Описание герба
«В зелёном поле — золотая, с тремя зубчатыми башнями и со сквозною, без порога, аркой ворот, бревенчатая крепость, сопровождаемая в кайму попеременно четырьмя видимыми сверху цветами астры в крест и столькими же золотыми колосьями без стеблей в углах».

## Символика герба
Арский район — один из древнейших регионов Казанского ханства. Здесь располагались личные владения правителей и знати. Эта земля на протяжении веков была надёжной опорой Казанских ханов. Арская история связана с многочисленными событиями, игравшими ключевую роль в становлении государственности татарского народа.

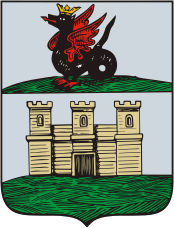
Герб Арска, Казанского наместничества (1781 год)

Районный центр — город Арск был основан в средневековье как пограничная крепость-форпост. Крепость многие годы успешно выполняла свою функцию, оберегая мирных жителей от вражеских набегов. Образ жёлтой (золотой) крепости, заимствованный из герба уездного города Арска, утверждённого в 18 октября 1781 года, отражает исторические особенности развития региона. Изображение крепости также подчёркивает взаимосвязь города и района.
Кайма, выполненная из хлебных колосьев и цветков астры обозначает сельское хозяйство — основу современной экономики района.
Астра олицетворяет солнце и долголетие.
Белый цвет (серебро) — символ чистоты, совершенства, благополучия, мира и взаимопонимания.
Жёлтый цвет (золото) — символ урожая, богатства, стабильности, интеллекта и уважения.
Зелёный цвет — символ природы, здоровья, жизненного роста.

## История герба
Идея герба: Атлас Султанов (Арск).
Доработка герба района произведена Геральдическим советом при Президенте Республики Татарстан совместно с Союзом геральдистов России в составе:
Рамиль Хайрутдинов (Казань), Радик Салихов (Казань), Ильнур Миннуллин (Казань), Константин Мочёнов (Химки), Кирилл Переходенко (Конаково), Галина Русанова (Москва).